# Гордеев, Максим Александрович
Максим Александрович Гордеев (род. 1 ноября 1995, Каракол, Кыргызстан) — Участник зимних Олимпийских игр 2022 в Пекине. Киргизский горнолыжник. Мастер спорта Кыргызской Республики (2017).

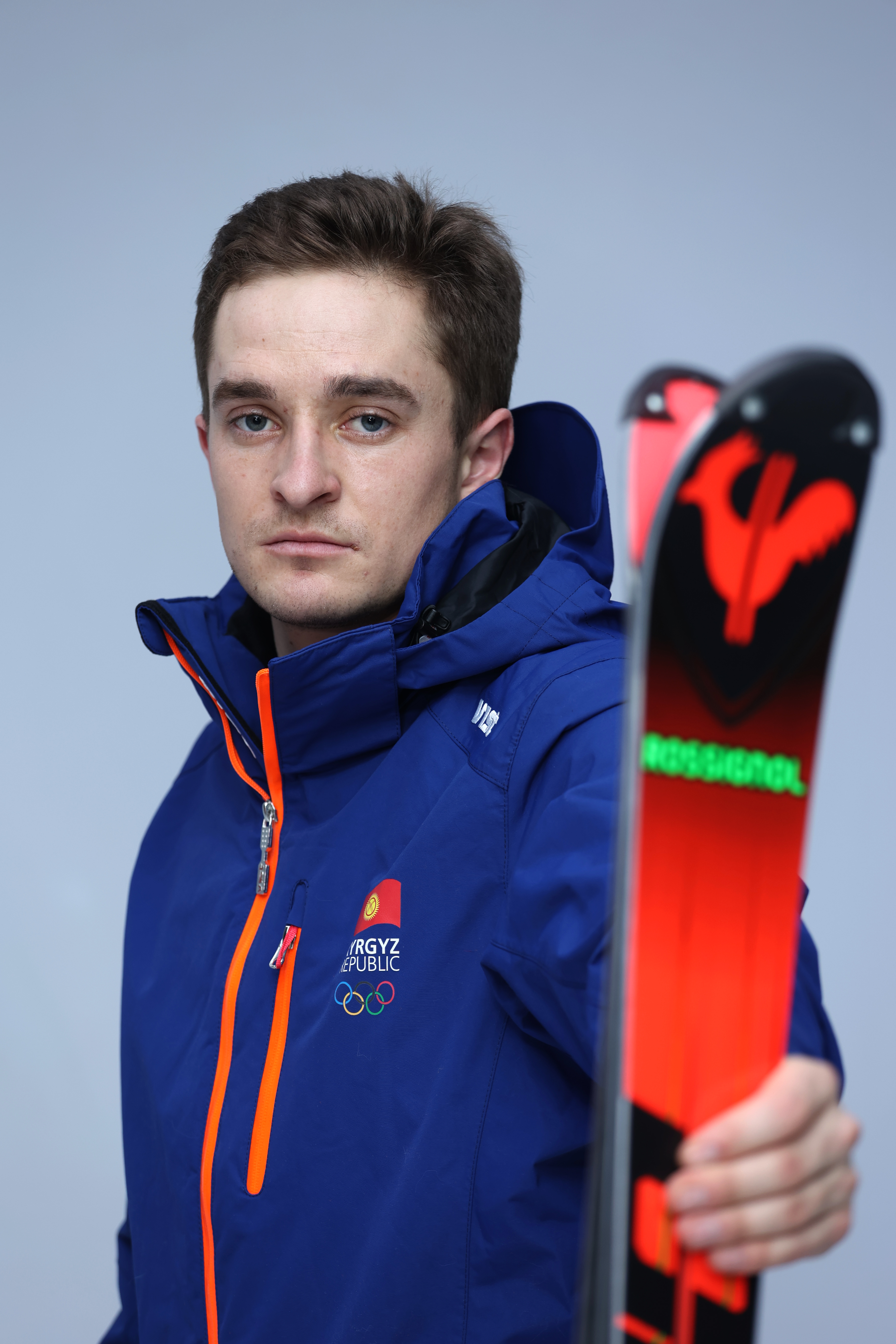
Maksim Gordeev

## Биография
Родился 1 ноября 1995 года в городе Каракол Иссык-кульской области. С юношества занимается горнолыжным спортом. Окончил Иссык-кульский государственный университет.
Чемпион Кыргызстана 2017 года в гигантском слаломе и слаломе. Участник зимних Универсиад (2017, 2019), а также чемпионата мира.
Участник зимних Олимпийских игр 2022 года в Пекине. 16 февраля принял участия в соревнованиях по слалому, в первой попытке не дойдя до финиша в связи с пропуском ворот.

С 2022 года ТОП тренер, инструктор Кыргызстана по горным лыжам в спортивном клубе Winter Club.
Горнолыжная база Каракол